# Aleksiej Lesukow
Aleksiej Anatoljewicz Lesukow (ros. Алексей Анатольевич Лесуков; ur. 6 maja 1988 r. w Apatytach) – rosyjski kulturysta, członek Międzynarodowej Federacji Kulturystyki i Fitnessu.

## Życiorys
Urodził się w Apatytach w obwodzie murmańskim. Ma starszego brata, Ilję, także kulturystę. W wieku jedenastu lat na jego ciele zaczęły pojawiać się rozstępy, będące efektem przerostu tkanki mięśniowej. Lesukow miewał wówczas problemy w wysokim ciśnieniem krwi. Dwa lata później, ze względu na niezwykle umięśnioną sylwetkę, nie wyglądał już jak żaden jego rówieśnik. Nie był w tym czasie zainteresowany sportami siłowymi; zajmował się pływaniem. Ukończył szkołę muzyczną, kształcił się w kierunku gry na fortepianie.
Pomimo niskiego wzrostu (169 cm), wyróżnia się monstrualnymi proporcjami. W sezonie zmagań sportowych jego waga balansuje na granicy 100 kg; poza sezonem − sięga 120 kg. Obwód jego bicepsa wynosi 55 cm, obwód klatki piersiowej − 141 cm, a bioder − 77 cm. Jako sportowiec debiutował w 2006 roku. Podczas Pucharu Petersburga i Obwodu Leningradzkiego zdobył trzy złote medale: w kategorii juniorów do 75 kg, wśród juniorów w ogóle oraz w kategorii mężczyzn do 75 kg. Tego samego roku wystartował w Pucharze Rosji federacji PBS (ФБФР); zajął pierwsze miejsce na podium wśród juniorów oraz w kategorii młodzieży do 75 kg. W 2011 wziął udział w zawodach Arnold Amateur, organizowanych przez Międzynarodową Federację Kulturystyki i Fitnessu (IFBB). W kategorii mężczyzn o masie ciała nieprzekraczającej 100 kg zajął pierwszą pozycję. Rok później powtórzył ten wynik na turnieju IFBB Arnold Amateur Europe, tym razem w kategorii 100 kg+. Był też wicemistrzem całych zawodów. Posiada kartę profesjonalnego kulturysty, przyznaną mu przez IFBB.
Mieszka w Petersburgu, podobnie jak jego brat. Żonaty z Nataliją Lesukową.